# Tuda Murphy
Tuda Murphy (George Town, 4 novembre 1980) è un ex calciatore britannico delle Isole Cayman, di ruolo portiere.

## Carriera

### Club
Ha giocato nella massima serie del campionato delle Isole Cayman e in quello nordirlandese.

### Nazionale
Ha esordito in Nazionale nel 2002.